# Wilhelm Rocco

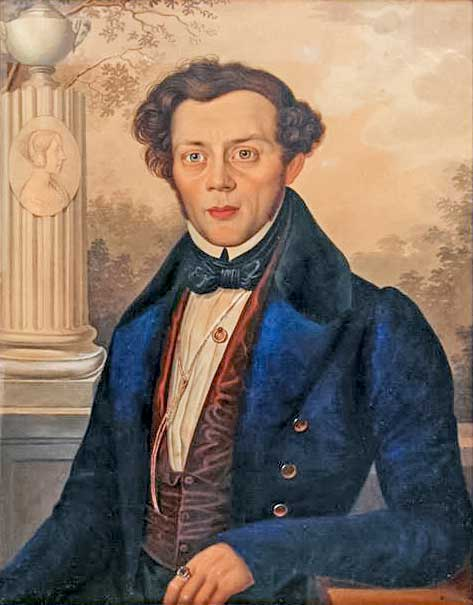
Friedrich August Fricke: Porträt Wilhelm Rocco, um 1850

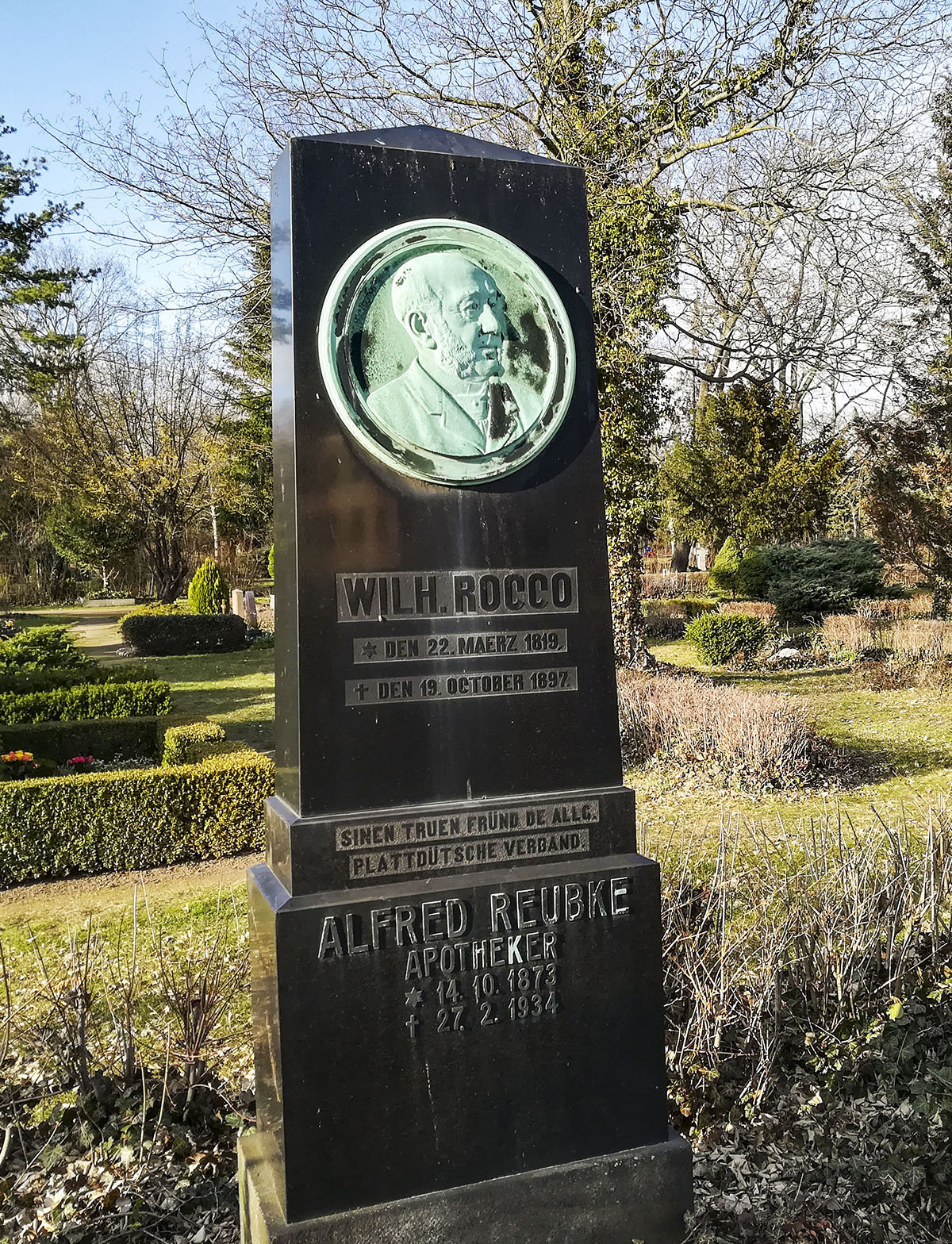
Grabstein für Wilhelm Rocco auf dem Nordfriedhof in Halle (Saale)

Friedrich Wilhelm Rocco (* 22. März 1819 in Bremen; † 19. Oktober 1897 in Halle (Saale)) war ein deutscher Schauspieler und Autor.

## Leben
Der Vater von Wilhelm Rocco, François Rocco, stammte aus Genua und war Reitlehrer sowie Oberstallmeister bei einem französischen Gesandten. Als er 1831 starb, kam Wilhelm Rocco ins Waisenhaus. Von 1838 bis 1849 war Rocco als Schauspieler u. a. in Jever, Aurich, Hamburg und Halle (Saale) tätig. Danach war er Tanzlehrer in Halle, ab 1847 in seiner Wohnung, ab 1849 am Königlichen Pädagogium der Franckeschen Stiftungen. 1857 erhielt er den Titel des Universitätstanzlehrers, den er bis zum Ende seiner beruflichen Laufbahn 1884 führte.
Wilhelm Rocco heiratete am 22. März 1849 Marie Louise Rocco, geb. Palmié. Aus der Ehe gingen vier Kinder hervor: Emil (geb. 1850), Valeska (geb. 1852), Charles (geb. 1854) und Selma (geb. 1856). Rocco war Großvater mütterlicherseits von Curt Goetz.
Wilhelm Rocco schrieb in niederdeutscher Sprache.

## Werke
- Vor veertig Jahr. Bremen 1880, 5. Aufl. Bremen 1920
- Die Langmut der Liebe: Ein norddeutscher Stände-Roman. (dt. Übersetzung von „Vor veertig Jahr“) Carl E. Schünemann Verlag, Bremen 2018
- Scheermann & Co. En plattdütsche Geschichte. C. Schünemann's Verlag, Bremen 1881, 3. Aufl. Bremen 1920
- Vom schönen Schein. Ein Bremer Gesellschaftsroman. (dt. Übersetzung von "Scheermann & Co. En plattdütsche Geschichte"., Übersetzerin: Rita Schloendorff) Carl Ed. Schünemann Verlag, Bremen, 1. Auflage 2019
- Kinner un ohle Lüde. En plattdütsche Geschichte ut'n Bremer Lanne. Carl Schünemann Verlag, Bremen 1882, 2. Aufl. Bremen 1919
- Bi Grossmudder Lührßen. Bremen 1885
- De Böhmkens. Berlin 1892
- De Komödjanten-Mudder – Eene Erinnerung ut min'n Leben.Carl Schünemann Verlag, Bremen 1895, 2. Aufl. Bremen 1920